# Procanace
Genre
Procanace est un genre d'insectes diptères brachycères de la famille des Canacidae.

## Systématique
Le genre Procanace a été créé en 1913 par l'entomologiste autrichien Friedrich Georg Hendel (1874-1936).

## Liste d'espèces
Selon NCBI (5 novembre 2022) :
- Procanace acuminata Hardy & Delfinado, 1980
- Procanace confusa Hardy & Delfinado, 1980
- Procanace dianneae Mathis, 1988
- Procanace hardyi O'Grady & Pak, 2016
- Procanace nigroviridis Cresson, 1926
- Procanace wirthi Hardy & Delfinado, 1980